# Kirovsk (okroug municipal)
Pour les articles homonymes, voir Kirovsk.
Kirovsk (en russe : Ки́ровск) ou la formation municipale de la ville de Kirovsk avec son territoire subordonné (en russe : муниципальное образование го́род Ки́ровск с подве́домственной террито́рией) est une subdivision administrative (ville d'importance régionale) et une municipalité (okroug municipal) de l'oblast de Mourmansk dans le Nord de la Russie européenne.

## Situation
La division se situe dans l'oblast de Mourmansk, un oblast de la Laponie, en Russie arctique, et elle fait partie du district fédéral du Nord-Ouest. Le village fait partie du raïon de Petchenga, le raïon de l'oblast, avec Petchenga comme centre administratif.
La division, comme tout l'oblast de Mourmansk, est située dans le fuseau horaire MSK (heure de Moscou). Le décalage horaire appliqué par rapport au temps universel coordonné est +03:00.